# Jindřich II. Kruhlata z Michalovic
Jindřich II. z Michalovic (řečený Kruhlata, okolo 1420?– krátce po 3. červnu? 1468 asi Mladá Boleslav) byl český šlechtic, vojenský hejtman a vysoký státní úředník, poslední mužský člen z rodu pánů z Michalovic. Vlastnil rozsáhlá panství v severozápadních Čechách, která získal věrnou službou na dvoře českého krále Jiřího z Poděbrad. Zastával funkci nejvyššího zemského komorníka Království českého. Zemřel na následky zranění při bitvě u Turnova svedené 3. června 1468 v rámci česko-uherských válek nedaleko jeho rodových panství.

## Životopis

### Mládí
Pocházel ze starého českého šlechtického rodu pánů z Michalovic, odvozujícího svůj původ od hradu Michalovice poblíž Mladé Boleslavi. Jeho otcem byl Jan IV. Kruhlata z Michalovic, matkou Markéta z Michalovic, rozená z Rýzmburka. Narodil se patrně na některém z rodových panství: Michalovice, Mladá Boleslav či jiném. Dětství a mládí prožil na hradech Hrubý Rohozec a Bezděz. V pramenech je jeho rodová větev uváděna s přídomkem Kruhlata. V době husitských válek podporovali Michalovicové katolickou stranu. Po otcově smrti roku 1435 nebo 1436 mu připadlo rodové dědictví.
V době pohusitského interregna podporoval českým sněmem zvoleného českého krále, kališníka Jiřího z Poděbrad. Poté, kdy byl na Staroměstském náměstí v Praze v září 1453 sťat Jan Smiřický ze Smiřic, získal jakožto horlivý stoupenec a příbuzný Jiřího z Poděbrad Smiřického někdejší panství Bezděz a také od roku 1455 úřad nejvyššího zemského komorníka. V roce 1457 cestoval s poselstvím krále Jiřího z Poděbrad do Francie. Roku 1460 král jeho Doksům potvrdil platnost městských privilegií daných městečku králem Karlem IV.
Byl ženatý s Annou z Pirkštejna, rozenou z Hradce.

### Bitva u Turnova a úmrtí

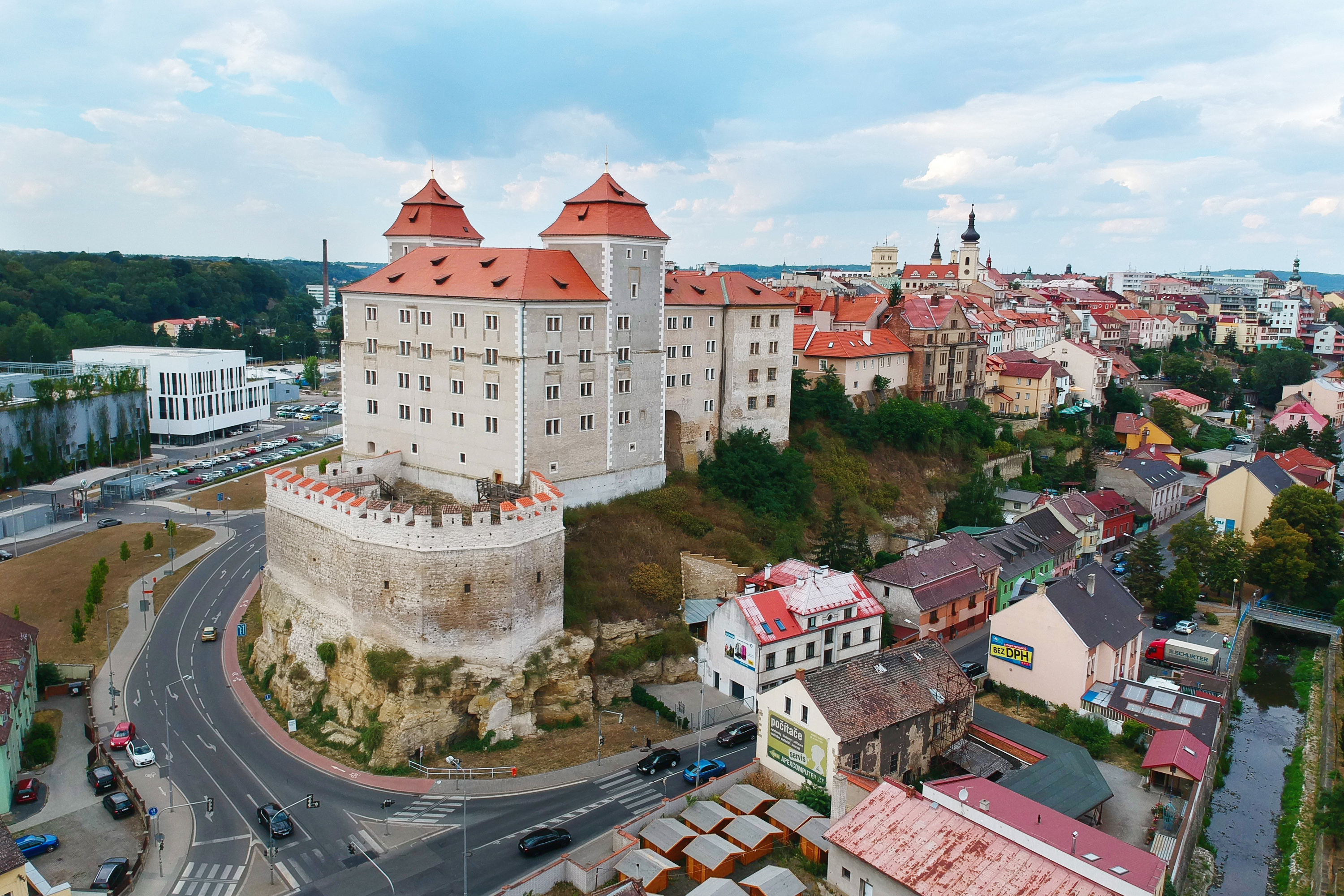
Sídelní hrad Mladá Boleslav (po přestavbách)

O bojových událostech u Turnova se zachovaly záznamy vratislavského písaře a kronikáře Petera Eschenloera a také pak listy měšťanů z lužického Zhořelce.
Roku 1468 se Kruhlata postavil spolu s Felixem z Valdštejna do čela asi třítisícového pěšího vojska s 200 jezdci vyslaného proti nájezdu německého svazu lužických měst. Na pomoc Turnovu se však výpravě nepovedlo přijet včas, v situaci protivníkovy přesily tak zaujala obranné pozice s vozovou hradbou jižně od Jizery poblíž vsí Mašov a Modřišice. Ačkoliv byl cílem výpravy spíše loupeživý nájezd, nechtěl se Jaroslav ze Šternberka, velitel lužického svazu, pustit s českým vojskem do většího střetu, při přiblížení se k protivníkovi 3. června však řada křižáckých bojovníků jeho rozkazů nedbala a vydala se k překročení řeky Jizery a útoku na českou obrannou linii.
Útok lužické pěchoty a jízdy byl však Čechy díky terénním podmínkám a výhodám vozové hradby úspěšně odražen a Lužičané byli s těžkými ztrátami odraženi zpět na druhý břeh Jizery a následně se chtěly stáhnout zpět k Turnovu. Jejich situaci navíc ohrožovaly další české posily blížící se k místu z východu. Při přechodu řeky Lužičany se však českému vojsku povedlo prokopat hráze rybníků u říčky Libuňky, což zvýšilo průtok Jizery a zaplavilo několik luk na lužické přístupové trase před Turnovem. V těchto místech pak české vojsko provedlo rozhodný útok, při kterém se povedlo nepřátelskou výpravu rozprášit a získat zpět ukradenou kořist. Vojsko lužické křížové výpravy se dalo na ústup z Čech, během něj však vypálilo 4. června město Turnov a pobilo část jeho obyvatel. Jindřich Kruhlata zde však byl těžce raněn a krátce nato zemřel, pravděpodobně na svém sídelním hradě v Mladé Boleslavi.

### Po smrti
Jeho smrtí páni z Michalovic vymřeli po meči. Majetek rodu získala Jindřichova sestra Magdaléna, která se provdala za Jana Tovačovského z Cimburka.